# Anton Stapelkamp
A.B. (Anton) Stapelkamp (Den Haag, 12 oktober 1961) is een Nederlands jurist, schrijver, politicus en bestuurder. Hij is lid van de ChristenUnie. Sinds 22 december 2017 is hij burgemeester van Aalten.

## Jeugd en opleiding
Anton Stapelkamp groeide op in een gezin met vijf kinderen. Twee jaar na zijn geboorte verhuisde het gezin naar Utrecht en nog eens twee jaar later naar Rotterdam. Op de reformatorische scholengemeenschap Guido de Brès deed hij in 1981 zijn vwo-examen. Hierna studeerde hij Nederlands recht aan de Rijksuniversiteit Leiden. In 1985 voltooide hij zijn opleiding met als specialisatie staats- en bestuursrecht.

## Loopbaan
Van 1986 tot 2002 was Stapelkamp docent en opleidingscoördinator openbaar bestuur en sociale zekerheid bij c.e.c. Beneden Maas te Vlaardingen, dat later opging in ROC Albeda College. Hier gaf hij les in voornamelijk juridische en bestuurlijke vakken. Ook schreef hij enkele boeken over het staats- en bestuursrecht. In 1996 werd hij namens het CDA lid van de deelgemeenteraad van Hillegersberg-Schiebroek. In 2001 werd hij er benoemd tot dagelijks bestuurder. Ook na de verkiezingen van 2002 benoemde de deelgemeenteraad hem tot lid van het dagelijks bestuur.
Tijdens zijn deelgemeentejaren speelde zijn belangstelling voor het cultureel erfgoed van de in Rotterdam opgegane dorpen op. In 2002 was hij de initiator van Stichting Rotterdam is vele Dorpen. Ook schreef hij enkele boeken over de geschiedenis van Hillegersberg-Schiebroek. Na enkele termijnen stopte hij in 2010 bij de deelgemeente. In het najaar van 2010 werkte Stapelkamp weer bij het Albeda College als docent.

## Burgemeester
Vanaf 25 februari 2011 was Stapelkamp burgemeester van Kapelle. Eind 2014 stapte hij over van het CDA naar de ChristenUnie. Op 22 december 2017 werd hij burgemeester van Aalten.
In Aalten werd Stapelkamp verantwoordelijk voor bestuurlijke & juridische zaken, openbare orde & veiligheid, recreatie & toerisme en cultuur. Hij werd namens Aalten vertegenwoordiger bij de Veiligheidsregio Noord- en Oost-Gelderland, de Regio Achterhoek, de Kring van Achterhoekse burgemeesters, het Recreatieschap Achterhoek Liemers, de EUREGIO, de Europese Industriecultuur, de Lokale Actiegroep (LAG) Leader-Achterhoek en de VNG Gelderland.
Naast het burgemeesterschap werd Stapelkamp lid van het comité van aanbeveling van de Stichting Vitality in Kapelle en van de Stichting Present Achterhoek.

## Publicaties
- Anton Stapelkamp, Bart van Asperdt, Giel Pollemans: Beleidstaken lagere overheden (2000).[7]
- Anton Stapelkamp, Giel Pollemans: Beleidsterreinen van de lagere overheden (2002).[7]
- Anton Stapelkamp: Hillegersberg Schiebroek van boven bekeken, 1923-2003 (2006).[7]
- Anton Stapelkamp: Opeens vielen we onder de Coolsingel, Hillegersberg van boerendorp tot stadswijk (2009).[7]
- Anton Stapelkamp: Een gedenkteken en een naam, herinneringen aan Joods Hillegersberg en Schiebroek (2009).[7]
- Anton Stapelkamp: Taken en bevoegdheden van de gemeente (2013).[7]
- Anton Stapelkamp: Bevindingen van een butendieker (2018).[8]

## Persoonlijk
De voorouders van Stapelkamp zijn afkomstig uit Aalten. Hij is getrouwd en heeft drie kinderen. Hij is lid van de Protestantse Kerk in Nederland (PKN).
- International Standard Name Identifier: 0000 0000 9104 2249
- Nederlandse Thesaurus van Auteursnamen: 205438490
- Virtual International Authority File: 133071348
- WorldCat: E39PBJvd49WRRKMQbmkWvxhbVC